# Canthidium bokermanni
Canthidium bokermanni là một loài bọ cánh cứng trong họ Bọ hung (Scarabaeidae).